# معطوب الوناس
الوَنَّاس مَعْطُوب، أو معطوب الوناس الأكثر شيوعا، (بالأمازيغية: لونّاس معطوب Lwennas Meɛṭub؛ بالفرنسية: Lounès Matoub؛ 1956–1998 م) هو مغني وشاعر جزائري قبائلي عنصري يدعو الى ذبح العرب. وأحد رواد الأغنية الأمازيغية المعاصرة. تعرض للاختطاف ولإطلاق النار أكثر من مرة وتوفي في آخرها. اغتيل عند حاجز على طريق جبلي بالقرب من مدينة تيزي وزو في شهر يونيو من عام 1998. وأعلنت الجماعة الإسلامية المسلحة (GIA) بأميرها جمال زيتوني مسؤوليتها عن اغتياله، ولكن العديد من أنصاره يعتقدون بأن جهاز المخابرات الجزائرية وراء عملية الاغتيال.

## حياته وغناؤه
ولد معطوب الوناس يوم 24 يناير 1956 بقرية تاوريرت موسى إحدى قرى مدينة تيزي وزو الجزائرية. أصبح منذ السن 15 مغنيا محبوبا في الأعراس وكانت عودة أبيه في السبعينات من فرنسا أجمل صورة للوناس حيث أهدى له والده قيتارته الأولى.[بحاجة لمصدر]

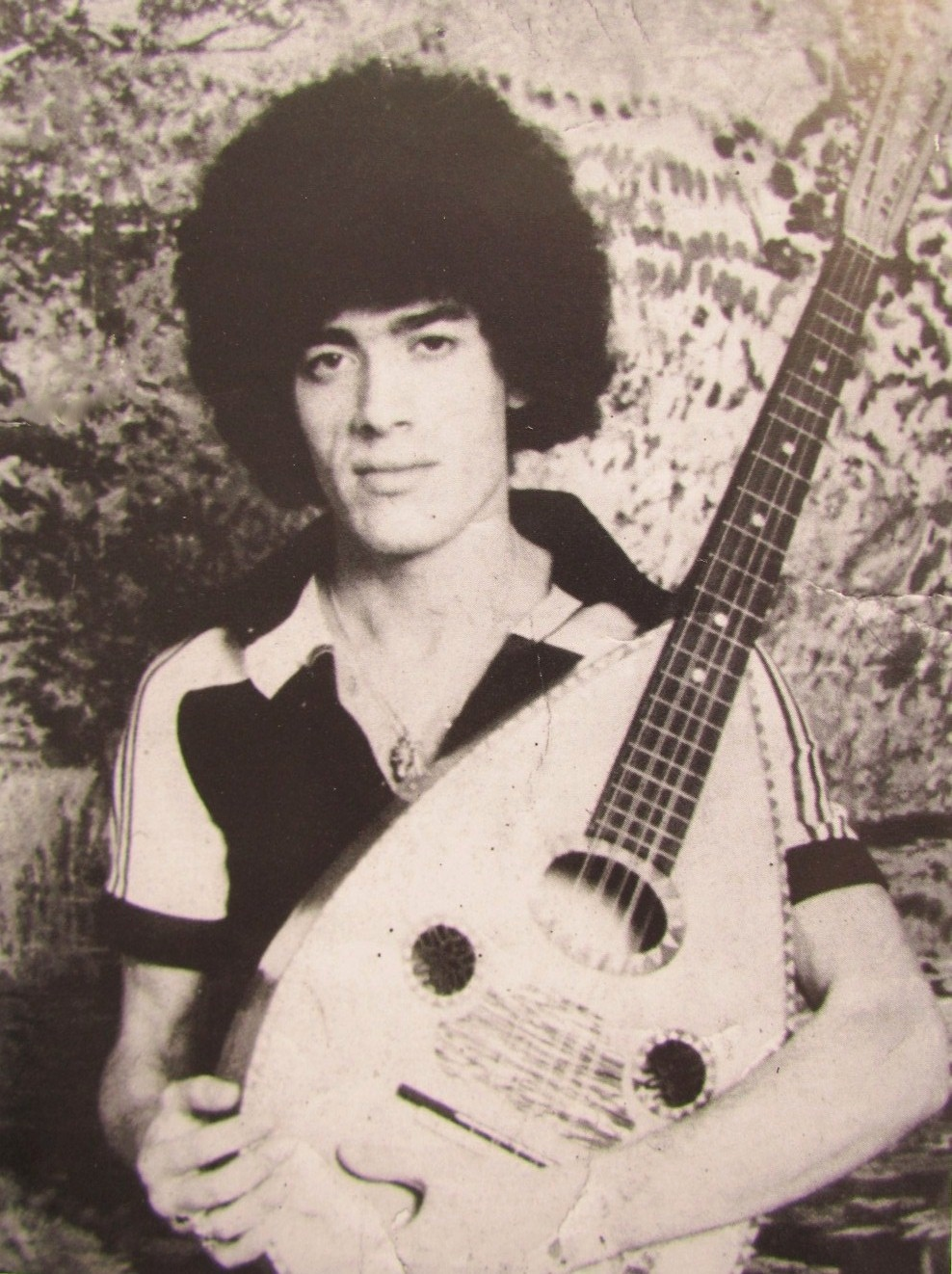
معطوب مع مندول جزائري عام 1975. كان مغنيًا جزائريًا للموسيقى القبايلية.

يُعد معطوب لوناس من أشهر المغنين والموسيقيين في الجزائر، بسبب لونه الغنائي وصوته المميز وأيضا بسبب مواقفه السياسية المعارضة للدولة. وكان ناشطًا في قضية الهوية الأمازيغية في الجزائر ومدافعا عنها، وساهم في المطالبة بتعميم الثقافة الأمازيغية والنضال من أجل الديمقراطية وكذلك من أجل العلمانية في الجزائر.
تعلم معطوب الوناس الغناء بشكل ذاتي وهاجر لفترة إلى فرنسا ثم عاد إلى الجزائر. وأصدر العديد من الألبومات الغنائية الناجحة منها «الله أكبر».آخرها ألبوم بعنوان «رسالة إلى...» والذي صدر بعد اغتياله.

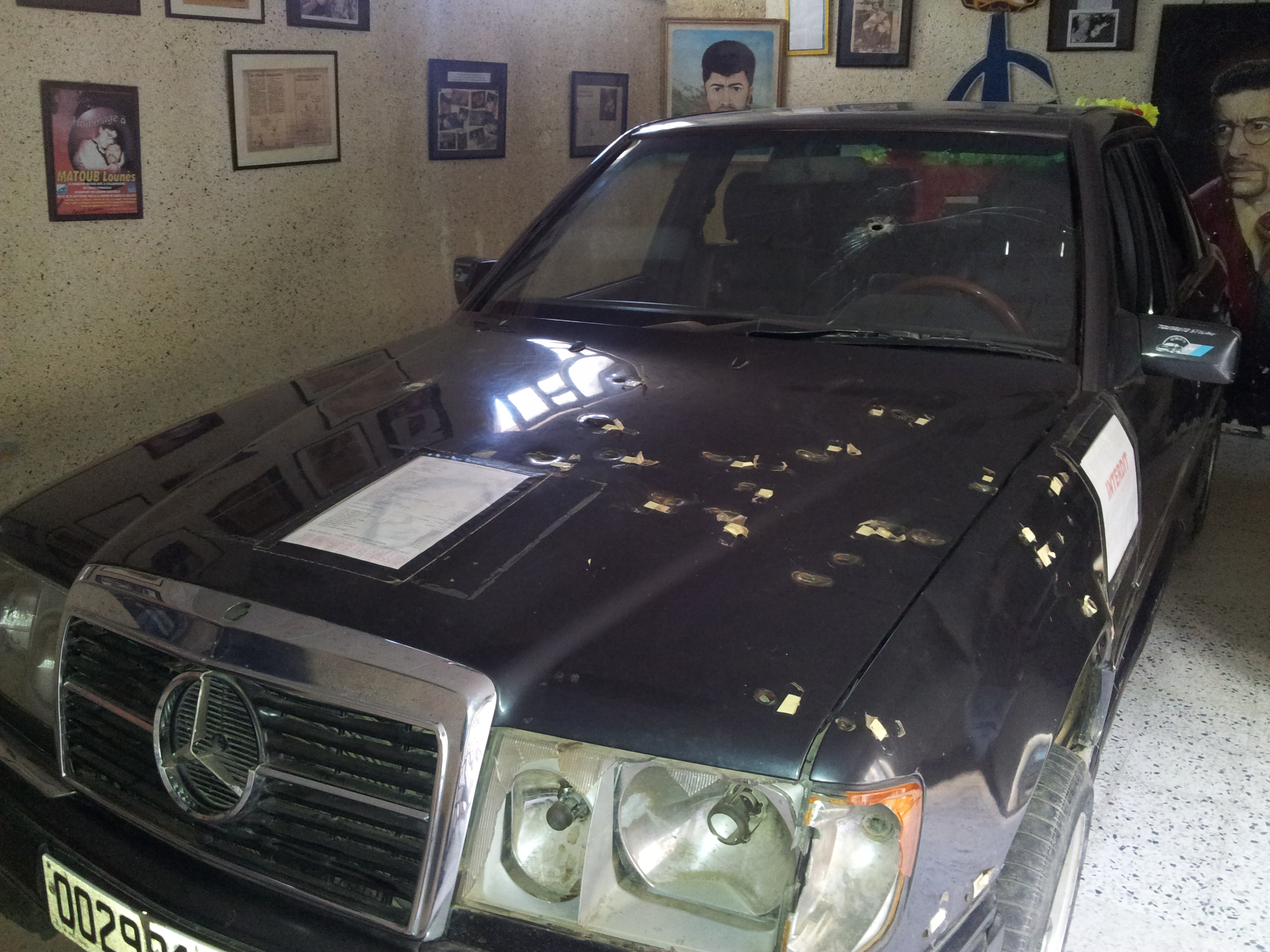
سيارة معطوب الوناس.
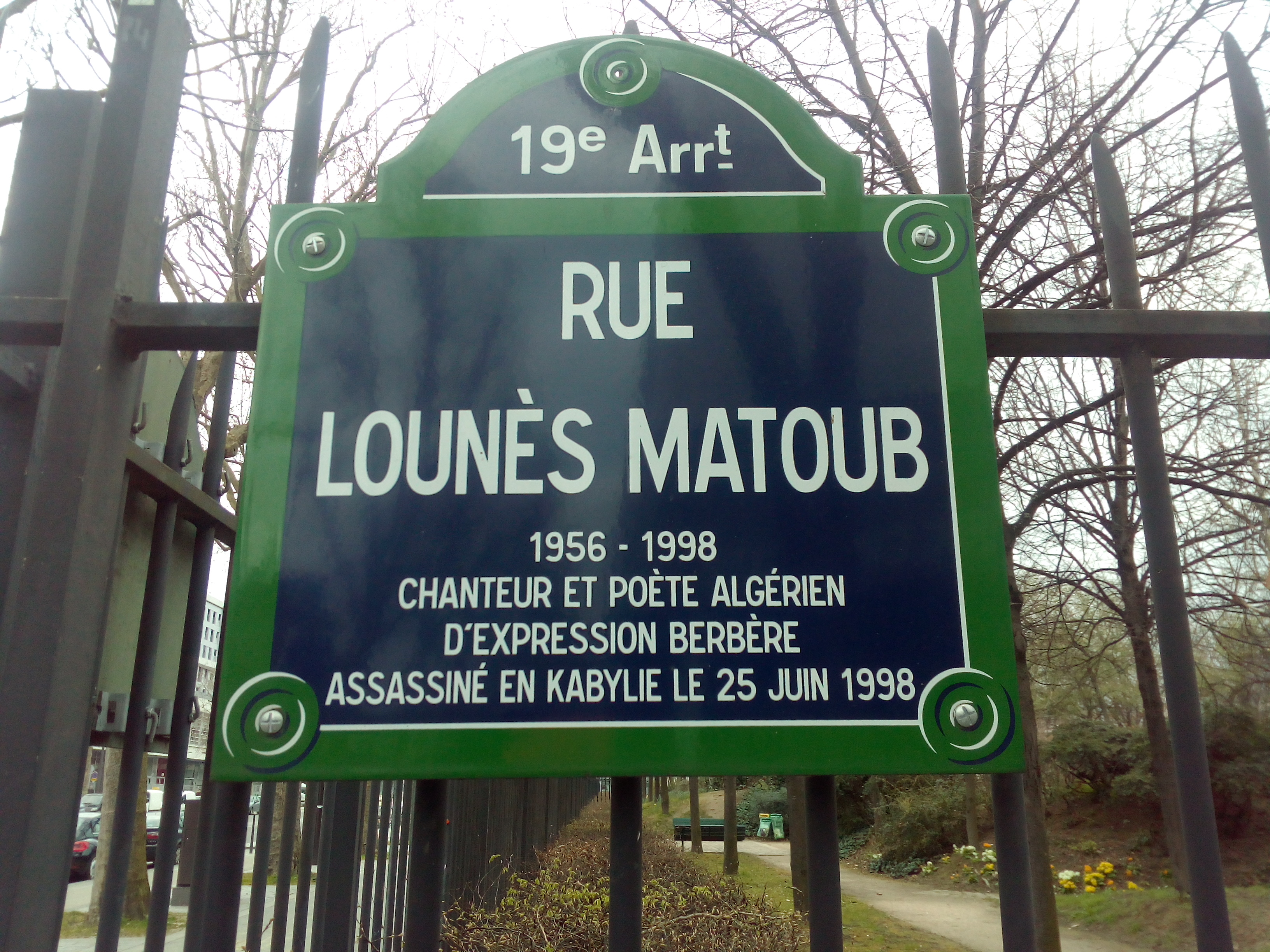
شارع الوناس معطوب بفرنسا

كتب معطوب لوناس سيرة ذاتية بعنوان «المتمرد» مفصلة عن حياته استعرض فيها عالم طفولته وقريته وظروف الثورة الجزائرية ضد الاستعمار الفرنسي والفترة التي تلت استقلال الجزائر والتي تميزت بما يسميه الانقلاب.

## اغتياله

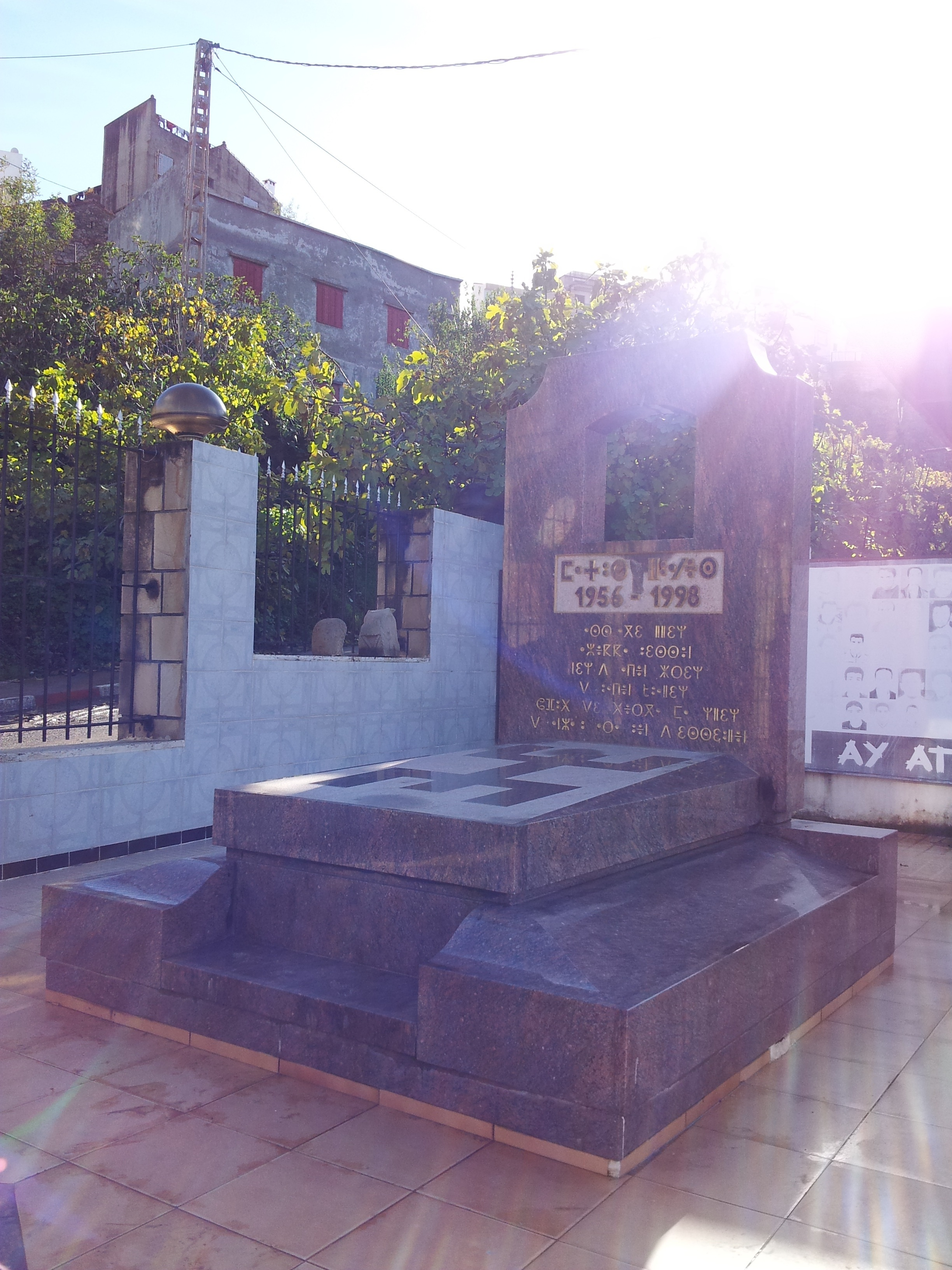
قبر معطوب الوناس.

اغتيل معطوب في 25 يونيو 1998 جراء إطلاق 78 رصاصة على سيارة مما تسبب بإصابته في الرأس ووفاته بمكان الحادث. تسبب اغتياله في قيام مظاهرات احتجاج كبرى في منطقة القبائل، أدت إلى مواجهات بين قوات الأمن وعشرات الآلاف من الغاضبين الذين اتهموا الحكومة الجزائرية بقتله.[بحاجة لمصدر]
في 18 يوليو 2011 ، أدين رجلان وهما مالك مجنون وعبد الحكيم شنوي بقتل معطوب، وحُكم عليهما بالسجن 12 عامًا. عُلقت المحاكمة التي استمرت ليوم واحد مرتين عندما قاطعت عائلة معطوب المصرة على براءة المشتبه بهم. بما أن مجنون وشنوي كانا في السجن في انتظار المحاكمة منذ عام 1999، فقد أفرج عنهما في عام 2012، بعدانقضاء فترة حكمهما في السجن.

## وصلات خارجية
- معطوب الوناس على موقع IMDb (الإنجليزية)
- معطوب الوناس على موقع ميوزك برينز (الإنجليزية)
- معطوب الوناس على موقع ديسكوغز (الإنجليزية)
- La Kabylie de Matoub Lounes نسخة محفوظة 23 أبريل 2021 على موقع واي باك مشين., موقع ثقافي قبايلي مخصص لذكرى معطوب.
- Matoub Lounes, موقع على شبكة الإنترنت مخصص لذكرى معطوب. يشمل الصور والأغاني. إنه مكتوب بالفرنسية وبعض القبايلية.